# 포괄근저당
포괄근저당(包括根抵當)이란 채권발생의 기초가 되는 거래관계도 특정하지 않고서 당사자 사이에 발생하는 현재 및 장래의 일체의 채권을 일정한 최고액까지 담보하는 것을 내용으로 하는 것을 말한다. 포괄근저당은 피담보채권의 범위가 무한히 확대될 수 있고, 채권발생의 기초가 되는 거래관계도 특정하지 않기 때문에 저당권의 부종성과 관련하여 그 유효성이 문제되는데 판례는 제한적 포괄근저당권에 대해서는 유효로 본다.

## 판례
근저당설정계약서는 처분문서이므로 특별한 사정이 없는 한 그 계약 문언대로 해석하여야 함이 원칙이지만, 그 근저당권설정계약서가 금융기관 등에서 일률적으로 일반거래약관의 형태로 부동문자로 인쇄하여 두고 사용하는 계약서인 경우에 그 계약 조항에서 피담보채무의 범위를 그 근저당권 설정으로 대출받은 당해 대출금채무 외에 기존의 채무나 장래에 부담하게 될 다른 원인에 의한 모든 채무도 포괄적으로 포함하는 것으로 기재하였다고 하더라도, 당해 대출금채무와 장래 채무의 각 성립 경위 등 근저당설정계약 체결의 경위, 대출 관행, 각 채무액과 그 근저당권의 채권최고액과의 관계, 다른 채무액에 대한 별도의 담보확보 여부 등 여러 사정에 비추어 인쇄된 계약 문언대로 피담보채무의 범위를 해석하면 오히려 금융기관의 일반 대출 관례에 어긋난다고 보이고 당사자의 의사는 당해 대출금 채무만을 그 근저당권의 피담보채무로 약정한 취지라고 해석하는 것이 합리적일 때에는 위 계약서의 피담보채무에 관한 포괄적 기재는 부동문자로 인쇄된 일반거래약관의 예문에 불과한 것으로 보아 그 구속력을 배제하는 것이 타당하다.

## 같이 보기
- 저당권
- 근저당권